# Арзамбуј
Арзамбуј (фр. Arzembouy) насеље је и општина у источном делу централне Француске у региону Бургоња, у департману Нијевр која припада префектури Кон Кур сир Лоар.
По подацима из 2011. године у општини је живело 73 становника, а густина насељености је износила 5,68 становника/km². Општина се простире на површини од 12,85 km². Налази се на средњој надморској висини од 283 метара (максималној 349 m, а минималној 262 m).

## Демографија
| 1962. | 1968. | 1975. | 1982. | 1990. | 1999. | 2011. |
| ----- | ----- | ----- | ----- | ----- | ----- | ----- |
| 163   | 170   | 145   | 117   | 85    | 92    | 73    |

График промене броја становника у току последњих година